# Horreby Kirke
Horreby Kirke ligger i den nordlige del af Horreby ca. 9 km NØ for Nykøbing Falster (Region Sjælland).

## Eksterne kilder og henvisninger
- Wikimedia Commons har flere filer relateret til Horreby Kirke
- Horreby Kirke på KortTilKirken.dk
- Horreby Kirke på danmarkskirker.natmus.dk (Danmarks Kirker, Nationalmuseet)